# Sookaera
Sookaera – wieś w Estonii, w prowincji Harju, w gminie Kiili.